# Jiří Prskavec (piragüista, 1972)
Jiří Prskavec (Jablonec nad Nisou, 2 de mayo de 1972) es un deportista checo que compitió en piragüismo en la modalidad de eslalon. Ganó dos medallas de bronce en el Campeonato Mundial de Piragüismo en Eslalon, en los años 1995 y 1999, y una medalla de plata en el Campeonato Europeo de Piragüismo en Eslalon de 1998.
Su hijo Jiří también en un piragüista en eslalon.

## Palmarés internacional
| Campeonato Mundial | Campeonato Mundial                   | Campeonato Mundial | Campeonato Mundial |
| Año                | Lugar                                | Medalla            | Competición        |
| ------------------ | ------------------------------------ | ------------------ | ------------------ |
| 1995               | Nottingham (Reino Unido)             | Medalla de bronce  | K1 individual      |
| 1999               | Seo de Urgel (España)                | Medalla de bronce  | K1 por equipos     |
| Campeonato Europeo |                                      |                    |                    |
| Año                | Lugar                                | Medalla            | Competición        |
| 1998               | Roudnice nad Labem (República Checa) | Medalla de plata   | K1 por equipos     |